# Conférence de La Haye de droit international privé
La Conférence de La Haye de droit international privé (en anglais : Hague Conference on Private International Law, ou HCCH) est une organisation qui a pour but l'harmonisation des règles de droit international privé au niveau mondial.
Elle a élaboré une trentaine de conventions internationales dont une vingtaine est actuellement en vigueur et dont une grande partie porte exclusivement sur les règles de conflit de lois, par exemple en matière de loi applicable aux obligations alimentaires, aux accidents de la circulation routière, à la responsabilité du fait des produits, aux régimes matrimoniaux ou encore aux successions.